# 劉利 (太守)
劉利（?—?），是汉朝宗室。汉景帝玄孙，长沙定王刘发曾孙，舂陵節侯劉買孙子，舂陵戴侯劉熊渠儿子，更始帝祖父。
父亲舂陵侯的爵位由他的哥哥劉仁继承，他担任实职官苍梧郡（治所在今广西苍梧）太守，生子劉子張。劉子張就是更始帝刘玄的父亲。劉利至少还有两个孙子刘显和刘赐。